# Henry Ernest Gascoyne Bulwer
Sir Henry Ernest Gascoyne Bulwer (Heydon, 11 dicembre 1836 – Heydon, 30 settembre 1914) è stato un politico e diplomatico britannico.
In suo onore è stata nominata una specie di fagiano, Lophura bulweri.

## Biografia
Figlio di William Earle Lytton Bulwer ed Emily Gascoyne, era nipote dell'influente Henry Bulwer, I barone Dalling e Bulwer, e fu coinvolto fin da giovane nell'amministrazione coloniale dell'impero britannico. Dapprima residente negli Stati Uniti delle Isole Ionie dal 1860 al 1864 come agente governativo ufficiale, alla loro cessione al Regno di Grecia si trasferì a Costantinopoli per assistere lo zio, ambasciatore britannico nell'Impero ottomano. Si trasferì poi nel 1866 nei Caraibi come tesoriere di Trinidad, per poi diventare amministratore di Dominica e delle isole Leeward.
Nel 1871 venne nominato governatore della Colonia di Labuan e console generale britannico nel Borneo. In questo periodo venne battezzata in suo onore la specie Lophura bulweri (volgarmente "fagiano di Bulwer"), di cui inviò un primo esemplare al British Museum. Ricoprì le cariche fino al 1875, quando venne nominato tenente governatore per la Colonia del Natal, parte del futuro Sudafrica. Nel delicato scacchiere sudafricano Bulwer si dimostrò un politico prudente, cercando di mantenere il fragile equilibrio tra autorità inglesi, zulu e boeri e tentando fino all'ultimo di evitare la guerra anglo-zulu facendosi promotore di una commissione di pace fra il 1877 e il 1878. Allo scoppio della guerra entrò in contrasto con lord Chelmsford, comandante militare del Sudafrica, di cui metteva in discussione l'autorità denunciando l'aggressione nei confronti degli zulu.
Richiamato in patria nel 1880, due anni più tardi divenne ancora governatore del Natal, cercando di ristabilire la solidità del Regno Zulu ormai assoggettato ai britannici. Si oppose al ritorno sul trono di Cetshwayo temendo una vendetta degli zulu per la sconfitta nella guerra di tre anni prima, ma contrastò anche l'espansione del neonato Stato boero della Nieuwe Republiek. Nel 1885 venne nominato Alto Commissario per Cipro, per poi ritirarsi dal servizio politico-diplomatico nel 1892 e morire nel 1914.